# イ・シヨン (俳優)
イ・シヨン（이시영、1982年4月17日 - ）は、韓国の女優である。所属事務所はH.BROTHERS（화이브라더스 ハイブラドス）。

## 人物・来歴
イ・シヨンは、忠清北道清原郡でイ・ウンネという名で生まれ、後に現在の名前に改名した。
9歳の時、ソウルに引っ越した。梧琴高等学校、同徳女子大学校衣装デザイン学科を卒業した。2008年SUPER ACTIONで放映された『都市怪談デジャヴシーズン3』で俳優としてデビューした。
2009年1月29日のインタビューで、自身が1982年生まれと美容整形手術をした事実があることを告白した。
2009年KBS『風の国』で初の地上波TVドラマに出演。その後『花より男子』のオ・ミンジ役で大きな注目を浴びた。
2010年にはKBS『セレブの誕生』で、財閥家の相続人プ・テヒ役を演じ、ファッション等、大きな関心を集め、KBS『芸能中継』MCに抜擢される。

### ボクシング活動
女子ボクサーをテーマにしたドラマのヒロインがきっかけとなりボクシングにも挑戦し、韓国代表選考会も兼ねた2012年12月の第66回全国アマチュアボクシング選手権大会に女子48キロ以下級に出場。
2013年4月、国家代表最終選抜戦48kg級決勝で勝利し、韓国代表入りを果たす。

## 出演作品

### 映画、テレビドラマ
| 年度   | ドラマ                          | キャスト                       | 放送局/配給会社                      | 種類   |
| ------ | ------------------------------- | ------------------------------ | ------------------------------------ | ------ |
| 2008年 | 都市怪談デジャヴシーズン3       | スマイルクイーン ユ・ソナ      | SUPER ACTION                         | ドラマ |
| 2008年 | 風の国                          | ヨナ                           | KBS                                  | ドラマ |
| 2009年 | 花より男子〜Boys Over Flowers〜 | オ・ミンジ                     | KBS                                  | ドラマ |
| 2009年 | 憎くてももう一度                | ソン・ジョンファ               | KBS                                  | ドラマ |
| 2009年 | オガムド〜五感度〜              | segment 5 - セウン             | シナジー                             | 映画   |
| 2009年 | 怪盗ホン・ギルドン一族          | ソン・ヨンファ                 | SKテレコム                           | 映画   |
| 2009年 | 千万回愛してます                | ホン・ヨンヒ                   | KBS                                  | ドラマ |
| 2010年 | セレブの誕生                    | プ・テヒ                       | KBS                                  | ドラマ |
| 2010年 | 私の男のスニ                    | 放送記者イ・シヨン（友情出演） | プライムエンターテイメント           | 映画   |
| 2010年 | イタズラなKiss〜Playful Kiss〜  | ユン・ヘラ                     | MBC                                  | ドラマ |
| 2011年 | 危険な顔合わせ                  | チン・タホン                   | （株）展望が良い映画社               | 映画   |
| 2011年 | ポセイドン                      | イ・スユン                     | KBS                                  | ドラマ |
| 2011年 | カップルズ 恋のから騒ぎ         | ファン・ナリ                   | パルンソン（正しい手）/ シオフィルム | 映画   |
| 2012年 | 乱暴なロマンス                  | ユ・ウンジェ                   | KBS                                  | ドラマ |
| 2013年 | 男子取扱説明書                  | チェ・ボナ                     | 映画会社 ソプン（遠足）              | 映画   |
| 2013年 | 殺人漫画                        | カン・ジユン                   | CJ Entertainment                     | 映画   |
| 2014年 | ゴールデンクロス                | ソ・イレ                       | KBS                                  | ドラマ |
| 2014年 | 神の一手                        | ペッコプ                       | ショーボックス                       | 映画   |
| 2014年 | 一理ある愛                      | キム・イルリ                   | tvN                                  | ドラマ |
| 2015年 | リミット -My Beautiful Bride-   | チャ・ユンミ                   | OCN                                  | ドラマ |
| 2020年 | シネマティックドラマ SF8        |                                | MBC                                  | ドラマ |

### ミュージック・ビデオ
- 2009年 チョンジン（SHINHWA） - 「Hey ya!」
- 2009年 ベージュ - 「チチリ」

### テレビ芸能番組
- 2009年、MBC『大変な希望』
- 2009年、KBS『想像プラス』
- 2009年、MBC『私たち結婚しました』 - 歌手チョンジンと仮想夫婦を演じた。
- 2010年、KBS『芸能街中継』（MC）

## その他の活動

### 広告モデル
- 韓国投資証券
- NEPA
- カルトゥニトゥ
- 農心マッククス
- クルラミュ
- レース・カリフォルニア・ビーチ

フィーチャリング
- チョンジン（SHINHWA） - 馬鹿のように

## 受賞歴
- 2009年 メンジュヘルスクールガイ選抜大会 - バイタルウーマン賞
- 2010年 第7回マックスムービー最高の映画賞 - 最優秀女性新人アイドル
- 2010年 第10回KBI全国生活体育ボクシング大会女子50kg級チャンピオン
- 2010年 KBS芸能大賞 - 新人賞（ショー、催し物MC）
- 2016年 第1回Asia Artist Awards - ドラマ部門ベストチョイス賞[10]（MC担当[11]）